# Liste der Kirchen auf Rügen
Auf der Insel Rügen gibt es 46 Kirchengebäude, darunter 39 evangelische, drei neuapostolische und vier katholische Kirchen. Die evangelischen Kirchengemeinden auf Rügen gehören zum Pommerschen Evangelischen Kirchenkreis der Nordkirche. Die Rügener römisch-katholische Kirchengemeinde, die nördlichste des Erzbistums Berlin, hat ihren Sitz in der Kirche St. Bonifatius in Bergen auf Rügen. 
Die ältesten Kirchen auf Rügen stammen aus dem 12. Jahrhundert. Die jüngsten Kirchenbauten wurden im 20. Jahrhundert erbaut, um den gestiegenen Bedarf durch das aufkommende Bäderwesen zu befriedigen.

## Liste der Kirchen
In etlichen Fällen ist es schwierig, genaue Angaben zur Bauzeit zu machen, da die Kirchen häufig umgestaltet und erweitert wurden. Maßgeblich ist die Bauphase, in der das Gebäude seine heutige Gestalt erhielt. Ersterwähnungen geben in der Regel nur einen terminus ante quem an, der lediglich aussagt, wann ein Bauwerk bereits existiert haben muss, nicht aber, wie lange zu diesem Zeitpunkt schon. Mitunter ist auch unklar, ob sich eine Erwähnung auf das heutige Gebäude oder auf einen Vorgängerbau bezieht.
Die in der Tabelle fettmarkierten Kirchen sind die Pfarrkirchen der jeweiligen Kirchengemeinden.
| Ort              | Kirchgemeinde                     | Kirche                              | Hauptbauzeit                   | Besonderheiten                                                                                         | Abbildung   |
| ---------------- | --------------------------------- | ----------------------------------- | ------------------------------ | --- | ----------- |
| Altefähr         | Altefähr                          | St.-Nikolai-Kirche                  | 15. Jahrhundert                | kostbare Wandmalereien aus dem 15. Jahrhundert                                                         |             |
| Altenkirchen     | Nord-Rügen                        | Pfarrkirche Altenkirchen            | 1168                           | Eine der ältesten Kirchen der Insel                                                                    |             |
| Baabe            | Mönchgut-Sellin                   | Dorfkirche Baabe                    | 1929                           | einer der jüngsten Kirchenbauten auf Rügen                                                             |             |
| Bergen auf Rügen | St. Bonifatius (Bergen auf Rügen) | St. Bonifatius                      | 1912                           | Katholische Pfarrkirche                                                                                |             |
| Bergen auf Rügen | Bergen                            | St.-Marien-Kirche                   | 1193                           | Eine der ältesten Kirchen der Insel                                                                    |             |
| Bergen auf Rügen | Gemeinde Bergen auf Rügen         |                                     |                                | Neuapostolische Kirche                                                                                 | abgerissen  |
| Bessin           | Rambin                            | Kapelle "Zum heiligen Kreuz" Bessin | 1482                           | Kapelle                                                                                                |             |
| Binz             | Binz                              | Dorfkirche Binz                     | 1913                           | Kapelle, 1911–1913 im neugotischen Stil errichtet                                                      |             |
| Binz             | St. Bonifatius (Bergen auf Rügen) | Stella Maris                        | 1925                           | Katholische Filialkirche                                                                               |             |
| Binz             | Gemeinde Binz auf Rügen           |                                     | 20. Jahrhundert                | Neuapostolische Kirche                                                                                 |             |
| Bobbin           | Nord-Rügen                        | St.-Pauli-Kirche                    | 1400                           | Wallfahrtskirche                                                                                       |             |
| Boldevitz        | Bergen                            | Schlosskapelle                      | 1839                           | Klassizistische Kapelle (1839) in der Trauungen abgehalten werden.                                     |             |
| Garz/Rügen       | Garz                              | St.-Petri-Kirche                    | 1400                           | granitenes Taufbecken vermutlich älter als die Kirche                                                  |             |
| Garz/Rügen       | St. Bonifatius (Bergen auf Rügen) | Herz-Jesu-Kirche                    | 1913                           | Katholische Filialkirche                                                                               |             |
| Gingst           | Gingst                            | St.-Jacob-Kirche                    | 14. Jahrhundert                | Barockorgel                                                                                            |             |
| Glowe            | Nord-Rügen                        | St. Birgitta Glowe                  | 1982                           | im Stil einer Finnhütte erbaut                                                                         |             |
| Göhren           | Mönchgut-Sellin                   | Dorfkirche Göhren                   | 1930                           | |             |
| Groß Zicker      | Mönchgut-Sellin                   | Dorfkirche Groß Zicker              | 1400                           | Ältestes Gebäude auf Mönchgut                                                                          |             |
| Gustow           | Poseritz                          | Dorfkirche Gustow                   | 13. Jahrhundert                | Schnitzgruppen aus dem 15. Jahrhundert                                                                 |             |
| Kasnevitz        | Putbus                            | St.-Jacobi-Kirche                   | 2. Hälfte des 14. Jahrhunderts | |             |
| Lancken-Granitz  | Binz                              | St.-Andreas-Kirche                  | 15. Jahrhundert                | Deckenmalereien aus dem 15. Jahrhundert                                                                |             |
| Landow           | Samtens                           | Dorfkirche Landow                   | 1312                           | wahrscheinlich älteste Fachwerkkirche Mitteleuropas                                                    |             |
| Middelhagen      | Mönchgut-Sellin                   | St.-Katharinen-Kirche               | 1455                           | |             |
| Neuenkirchen     | Neuenkirchen                      | Maria-Magdalenen-Kirche             | 14./15. Jahrhundert            | Glocke aus dem Jahr 1367                                                                               |             |
| Patzig           | Schaprode                         | St.-Margarethen-Kirche              | 1500                           | gotische Saalkirche, Taufstein aus Granit entstand um 1250                                             |             |
| Poseritz         | Poseritz                          | St.-Marien-Kirche                   | 1325                           | mittelalterlicher Altar mit Kreuzigungsgruppe                                                          |             |
| Putbus           | Putbus                            | Christuskirche                      | 1845                           | spätklassizistische Kirche mit basilikalem Querschnitt                                                 |             |
| Ralswiek         | Bergen                            | Holzkapelle Ralswiek                | 1907                           | schwedische Holzkirche, erster Standort war Stockholm                                                  |             |
| Rambin           | Rambin                            | St.-Johannes-Kirche                 | 1300                           | Taufstein aus dem 13. Jahrhundert, eine der ältesten Kirchen der Insel                                 |             |
| Rappin           | Neuenkirchen                      | St.-Andreas-Kirche                  | 1305                           | Taufbecken aus der zweiten Hälfte des 13. Jahrhunderts                                                 |             |
| Sagard           | Sassnitz                          | St.-Michael-Kirche                  | 1210                           | zweitälteste und größte Barockorgel auf Rügen                                                          |             |
| Samtens          | Samtens                           | Kirche Samtens                      | 15. Jahrhundert                | Backsteinkirche, Innenraum im Stil des Barock umgebaut                                                 |             |
| Sassnitz         | Sassnitz                          | St.-Johannis-Kirche                 | 1883                           | asymmetrische, neugotische Kirche                                                                      |             |
| Sassnitz         | Gemeinde Sassnitz auf Rügen       |                                     |                                | Neuapostolische Kirche                                                                                 | geschlossen |
| Schaprode        | Schaprode                         | St.-Johannes-Kirche                 | 15. Jahrhundert                | Wallfahrtskirche, Vorgängerbau aus dem 12. Jahrhundert                                                 |             |
| Sehlen           | Garz                              | Dankeskirche                        | 1866                           | |             |
| Sellin           | Mönchgut-Sellin                   | Gnadenkirche                        | 1912                           | Grüneberg-Orgel                                                                                        |             |
| Sellin           | St. Bonifatius (Bergen auf Rügen) | Maria Meeresstern                   | 1912                           | Katholische Filialkirche                                                                               |             |
| Swantow          | Poseritz                          | St.-Stephanus-Kirche                | 15. Jahrhundert                | Mischbauweise aus Feld- und Backsteinen                                                                |             |
| Thiessow         | Mönchgut-Sellin                   | Jesu-Sieg-Kapelle                   |                                | |             |
| Trent            | Schaprode                         | St.-Katharinen-Kirche               | 15. Jahrhundert                | gotische dreischiffige Kirche mit barockem Schnitzaltar                                                |             |
| Vilmnitz         | Putbus                            | Maria-Magdalena-Kirche              | 13. Jahrhundert                | |             |
| Vitt             | Nord-Rügen                        | Vitter Kapelle                      | 1816                           | oktogonaler Bau                                                                                        |             |
| Wiek             | Wiek                              | St.-Georg-Kirche                    | 15. Jahrhundert                | gotische Backsteinkirche mit hölzernem Reiterstandbild „Ritter Georg zu Pferde“ (um 1500)              |             |
| Zirkow           | Binz                              | St.-Johannes-Kirche                 | 15. Jahrhundert                | Backsteinkirche mit Kanzelaltar, Beichtstühle und Taufengel aus der ersten Hälfte des 18. Jahrhunderts |             |
| Zudar            | Garz                              | St.-Laurentius-Kirche               | 1318                           | Wallfahrtskirche                                                                                       |             |